# Huszadik századi nők
A Huszadik századi nők (eredeti cím: 20th Century Women) 2016-ban bemutatott amerikai drámafilmvígjáték, amelyet Mike Mills írt és rendezett. A főbb szerepekben Annette Bening, Elle Fanning, Greta Gerwig, Lucas Jade Zumann és Billy Crudup látható.
A film a New York-i Filmfesztiválon debütált 2016. október 8-án. Az Amerikai Egyesült Államokban 2016. december 28-án mutatták be a mozikban.  Összességében pozitív kritikákat kapott, egyebek mellett egy Oscar- és két Golden Globe-jelölést szerzett.

## Cselekmény
1979-ben a 15 éves Jamie Fields Santa Barbarában él 55 éves, egyedülálló édesanyjával, Dorotheával, valamint két albérlőjükkel: a 24 éves Abbie Porterrel, egy fotóssal, akit méhnyakrákkal kezelnek, és Williamnel, egy ács- és autószerelővel. Jamie legjobb barátja a 17 éves Julie Hamlin, aki gyakran ott alszik Jamie-nél, de nem akar szexuális kapcsolatot vele, mert úgy érzi, az tönkretenné a barátságukat.
Dorothea aggódik, hogy nem tud megfelelően kapcsolódni a fiához, ezért megkéri Abbiet és Julie-t, hogy segítsenek felnevelni Jamie-t. Jamie viszont erre úgy reagál, hogy megszökik néhány barátjával Los Angelesbe, hogy részt vegyen egy rockkoncerten. Mikor visszatér, Julie elmondja neki, hogy óvszer nélkül feküdt le valakivel, és attól tart, hogy teherbe eshetett. Jamie elkíséri Abbiet egy orvosi vizsgálatra, ahol kiderül, hogy Abbie rákmentes, de valószínűleg nem lehet gyermeke. Jamie ezután elolvas egy magazincikket az otthoni terhességi tesztekről, és vesz egyet Julie-nak, amely negatív eredményt mutat. Hálája jeléül Abbie készít Jamie-nek egy mixtape-et, és elkezd egyre többet megosztani vele, például azt, hogy New Yorkból a betegség miatt költözött vissza, és az anyja nem tudta feldolgozni, hogy a rákot egy DES nevű termékenységi gyógyszer okozta, amelyet Abbie még az anyaméhben kapott, így végül Dorotheához költözött.
Egy nap, miután Dorothea észreveszi, hogy Julie titokban kiszökik Jamie ablakán, beszélgetésbe elegyedik a lánnyal. Végül arról kezdenek beszélni, hogy Dorotheának nem volt valódi párkapcsolata azóta, hogy Jamie apja évekkel korábban elhagyta őket. Dorothea megkéri Abbiet, hogy mutassa meg neki a „modern világot”, így együtt elmennek egy punk klubba. Ott William megcsókolja Dorotheát, de ő visszautasítja, mivel William szexuális kapcsolatban áll Abbieval. Miután Dorothea távozik, Abbie verekedésbe keveredik, és William közli vele, hogy többé nem akar vele lefeküdni. Abbie ezután Jamiehez megy, és amikor meglátja, hogy Julie-val fekszik az ágyban, azt mondja, Julie elnyomja Jamie-t, és figyelmezteti a fiatalokat, hogy ne ragadjanak le Santa Barbarában.
Később Jamie megkéri Abbiet, hogy vigye el újra a klubba, ahol berúg és megcsókol egy nőt. Eközben Dorothea megtanítja Williamet arra, hogyan lehet tartós kapcsolatot kialakítani, nem csak egyéjszakás kalandokat. Amikor Abbie beszámol Dorotheának Jamie éjszakájáról, Dorothea nem haragszik, de szomorúan állapítja meg, hogy anyaként soha nem láthatja, milyen a fia az életben, a világban, nélküle. Abbie kölcsönad Jamie-nek néhány feminista könyvet, amit a fiú érdekesnek talál, de Dorothea túl soknak érzi őket, és leszidja Abbiet. Egy vacsorapartin Abbie azt mondja, hogy fáradt, mert menstruál. A szó körül kialakuló feszültség miatt frusztráltan rákényszeríti az asztalnál ülő férfiakat, hogy mindegyikük mondja ki: „menstruáció”. Ez arra bátorítja Julie-t, hogy ő is meséljen az első menstruációjáról és az első szexuális élményéről, ezzel véget is vetve az estnek.
Jamie közli Julie-val, hogy többé nem szeretné, ha ott aludna, ha csak beszélgetni akar. Julie-t ez mélyen megbántja, és azt javasolja, hogy menjenek el egy közös autós kirándulásra az óceánpart mentén. Egy szállodában Jamie elmondja Julie-nak, hogy szereti őt, de a lány azt válaszolja, hogy túlságosan közel állnak egymáshoz ahhoz, hogy szexuális kapcsolat legyen köztük. Összevesznek, és Julie azzal vádolja Jamie-t, hogy ugyanolyan, mint „a többi fiú”, mire Jamie dühösen faképnél hagyja. Julie felhívja Dorotheát, de mire ő Abbieval és Williammel megérkezik, Jamie már visszatért. Dorothea elmondja Jamie-nek, hogy azért kérte Abbie és Julie segítségét, mert azt szeretné, ha a fia boldogabb lenne, mint ő maga valaha volt. Jamie erre azt válaszolja, hogy ő úgy érezte, eddig is minden rendben volt. Végül kibékülnek, és együtt térnek vissza Santa Barbarába, ahol Dorothea először kezd nyíltan beszélni az érzéseiről és az álmairól.
Az epilógusból kiderül, hogy Julie fogamzásgátlót kezd szedni, felvételt nyer a New York Egyetemre, fokozatosan elveszíti a kapcsolatot Jamie-vel és Dorotheával, beleszeret valakibe, Párizsba költözik, és úgy dönt, hogy soha nem vállal gyereket. Abbie Santa Barbarában marad, férjhez megy, fotóstúdiót nyit a garázsában, és két fiút szül komplikációk nélkül. William még egy évig együtt él Dorotheával, majd Sedonába költözik, fazekasműhelyt nyit, megházasodik, elválik, majd újraházasodik. Dorothea 1983-ban megismerkedik egy férfival, akivel együtt marad egészen 1999-es haláláig, amit áttétes tüdőrák okoz. Évekkel Dorothea halála után Jamie megnősül és fia születik, akinek megpróbálja – sikertelenül – elmagyarázni, milyen ember is volt Dorothea.

## Szereplők
| Színész                       | Szerep            | Magyar hang       |
| ----------------------------- | ----------------- | ----------------- |
| Annette Bening                | Dorothea Fields   | Tóth Enikő        |
| Elle Fanning                  | Julie Hamlin      | Andrusko Marcella |
| Greta Gerwig                  | Abbie Porter      | Eke Angéla        |
| Billy Crudup                  | William           | Miller Zoltán     |
| Lucas Jade Zumann             | Jamie Fields      | Ducsai Ábel       |
| Vitaly Andrew LeBeau (gyerek) | Jamie Fields      | Vida Bálint       |
| Alison Elliott                | Julie anyja       | Román Judit       |
| Thea Gill                     | Gail Porter       |                   |
| Olivia Hone                   | Julia testvére    | Vida Sára         |
| Waleed Zuaiter                | Charlie           | Vida Péter        |
| Curran Walters                | Matt              | Bogdán Gergő      |
| Darrell Britt-Gibson          | Julian            | Bercsényi Péter   |
| Alia Shawkat                  | Trish             |                   |
| John Billingsley              | Dr. Jones         | Rosta Sándor      |
| Gareth Williams               | Tűzoltóparancsnok | Rosta Sándor      |

### Magyar változat
- Bemondó: Nagy Sándor
- Magyar szöveg: Boros Karina
- Hangmérnök: Pataki Tamás
- Vágó : Simkóné Varga Erzsébet
- Gyártásvezető: Kablay Luca
- Szinkronrendező: Majoros Eszter

A szinkront a Mafilm Audio Kft. készítette el.

## A film készítése
Bár Jamie karaktere saját élményeit tükrözi, Dorothea és Abbie alakját Mills édesanyja és nővére ihlette, míg Julie karakterét több barátja tapasztalatai alapján formálta meg. A rendező így nyilatkozott: „Úgy éreztem, hogy az anyám és a nővéreim neveltek fel, ezért mindig a punk színtér női tagjaihoz vagy a környezetemben lévő nőkhöz fordultam tanácsért. Mindig rájuk támaszkodtam, hogy eligazodjak az életben, mint heteró fehér srác. Szóval erről akartam filmet készíteni.” Mills a filmet „szerelmeslevélként” írta le azokhoz a nőkhöz, akik felnevelték és bár a történet önéletrajzi ihletésű, hangsúlyozta, hogy fikcionalizált is. Azt mondta: „Ezeknél a karaktereknél mindig az igazi ember vezet engem. Persze filmes eszközökkel dolgozom, nem lehet őket teljesen pontosan megmutatni vagy minden oldalát bemutatni a személyiségüknek, de az anyám tényleg ilyen volt.” Miután befejezte a forgatókönyvet, Mills elvitte azt az Annapurna Pictures-höz, akik – mivel tetszett nekik Mills korábbi filmje, a Kezdők – vállalták a film produceri munkáit.

### Forgatás
A film forgatása 2015. szeptember 8-án kezdődött Dél-Kaliforniában és október 27-én fejeződött be. A forgatás összesen 35 napig tartott, főként Los Angelesben, míg a külső jeleneteket Santa Barbarában vették fel. Egy alkalommal egy kóbor fekete-fehér macska tévedt a forgatási helyszínre, és Mills úgy döntött, hogy belefoglalja néhány jelenetbe a filmben.